# Павлушкин, Николай Сазонович
Никола́й Сазо́нович Павлу́шкин (8 сентября 1917, Пенза — 19 июня 1958, Воронеж) — советский военный лётчик. В годы Великой Отечественной войны командир эскадрильи 402-го истребительного авиационного полка (265-я истребительная авиационная дивизия, 8-я воздушная армия, 4-й Украинский фронт), старший лейтенант. Герой Советского Союза.

## Биография
Родился 8 сентября 1917 года в городе Пензе, в семье рабочего. Русский. В 1932 году окончил 7 классов железнодорожной школы № 8. Работал электромонтёром на железнодорожной станции «Пенза-3».
В РККА с 1938 года. В 1940 году окончил военное кавалерийское училище имени Первой Конной армии в городе Тамбове, в 1941 году военную авиационную школу при Северо-Кавказском военном округе, в 1942 году Сталинградскую военную авиационную школу пилотов. Член ВКП(б) с 1943 года.
В действующей армии лейтенант Н. С. Павлушкин с апреля 1943 года. Сражался на Северо-Кавказском, Южном, 4 Украинском фронтах в составе в 402-го истребительного авиационного полка (до 1944 года) и в 812-го истребительного авиационного полка (до марта 1945 года). Затем до мая 1945 года служил в Управлении 265-й истребительной авиационной дивизии.
Участник воздушных боёв на Кубани с 20 апреля 1943 года, в ходе которых сбил 5 вражеских самолётов. Эскадрилья под его командованием произвела 495 боевых вылетов, в 71 воздушном бою уничтожила 25 самолётов противника.
К январю 1944 года Н. С. Павлушкин совершил 134 успешных боевых вылета, в 37 воздушных боях сбил 13 самолётов противника. 1 июля 1944 года указом Президиума Верховного Совета СССР ему было присвоено звание Героя Советского Союза.
Всего за время участия в боевых действиях по данным Н. Г. Бодрихина совершил 425 боевых вылетов на истребителях Як-1, Як-9 и Як-3, сбив в воздушных боях лично 19 и в группе 16 самолётов противника, по данным М. Ю. Быкова имел 15 личных побед.
После войны Николай Сазонович продолжил службу в ВВС СССР инспектором дивизии в ГСВГ. Летом 1947 года прикомандирован к Центральному совету Осоавиахима (ДОСААФ). В 1947—1950 годах был лётчиком-инструктором, командиром отряда Харьковского аэроклуба, в 1950—1954 годах — начальник лётной части Карагандинского аэроклуба, в 1954—1955 годах — начальник лётной части Воронежского аэроклуба. С июля 1955 года начальник Воронежского областного аэроклуба ДОСААФ.

Мемориальная доска Н. С. Павлушкину в Пензе на здании школы, носящей его имя

19 июня 1958 года подполковник Н. С. Павлушкин погиб в авиационной катастрофе. Похоронен на Коминтерновском кладбище в Воронеже, где установлен обелиск.

## Увековечение памяти

#### Пенза
- Имя Николая Павлушкина присвоено средней общеобразовательной школе № 8 города Пензы (эта школа является правопреемником железнодорожной школы № 8, в которой будущий Герой учился в 1925—1932 годах). На здании школы (ул. Касаткина, 8) установлена мемориальная доска. На базе школы проводятся спортивные турниры по баскетболу имени Героя Советского Союза Н. С. Павлушкина.
- В честь Николая Павлушкина названа одна из улиц Пензы.
- На здании локомотивного депо в Пензе установлена мемориальная доска.

#### Воронеж
- В Воронеже на доме № 35, в котором в 1956—1958 годах жил Николай Палушкин (бывшая улица 25 Октября), 27 сентября 2002 года открыта мемориальная доска. Автор мемориальной доски — скульптор А. И. Кожевников.

## Награды
- Герой Советского Союза (1.7.1944);
- орден Ленина (1.7.1944);
- орден Красного Знамени;
- орден Отечественной войны I степени;
- орден Отечественной войны II степени;
- орден Красной Звезды;
- медали.